# Pampa Grande (Lagunas, Ayabaca)
Pampa Grande es una localidad peruana ubicada en el distrito de Lagunas, perteneciente a la provincia de Ayabaca del departamento de Piura, al norte del Perú. 

## Ubicación
Pampa Grande se ubica al oeste de la provincia de Ayabaca, en el distrito de Lagunas, en el departamento de Piura.

## Demografía
En 2017 Pampa Grande tenía una población de 34 habitantes.
| Gráfica de evolución demográfica de Pampa Grande entre 1993 y 2017 |
|                                                                    |
| Fuentes: Población 1993 y 2017                                     |